# Feeling Your UFO
A Feeling your UFO a Ling tosite sigure japán rockegyüttes első középlemeze, amely 2006. július 19-én jelent meg az együttes által alapított Nakano Records független kiadó gondozásában.
A középlemez a százkilencvenkettedik helyen nyitott a japán Oricon eladási listáján. A listán három hetet töltött el és összesen 2 146 példányt adtak el belőle.

## Számlista
Az összes szám szerzője TK.
| 1.    | Szózó no Security (想像のSecurity)                   | 3:32 |
| 2.    | Kankaku UFO (感覚UFO)                                | 4:40 |
| 3.    | Aki no kehai no Arpeggio (秋の気配のアルペジオ)      | 3:34 |
| 4.    | Last Dance Revolution (ラストダンスレボリューション) | 4:26 |
| 5.    | Sergio Echigo                                        | 6:42 |
| 22:55 |                                                      |      |